# Psammechinus miliaris
Espèce
L'oursin vert ou oursin grimpeur (Psammechinus miliaris) est une espèce d'oursins (échinodermes) de la famille des Parechinidae.

## Description

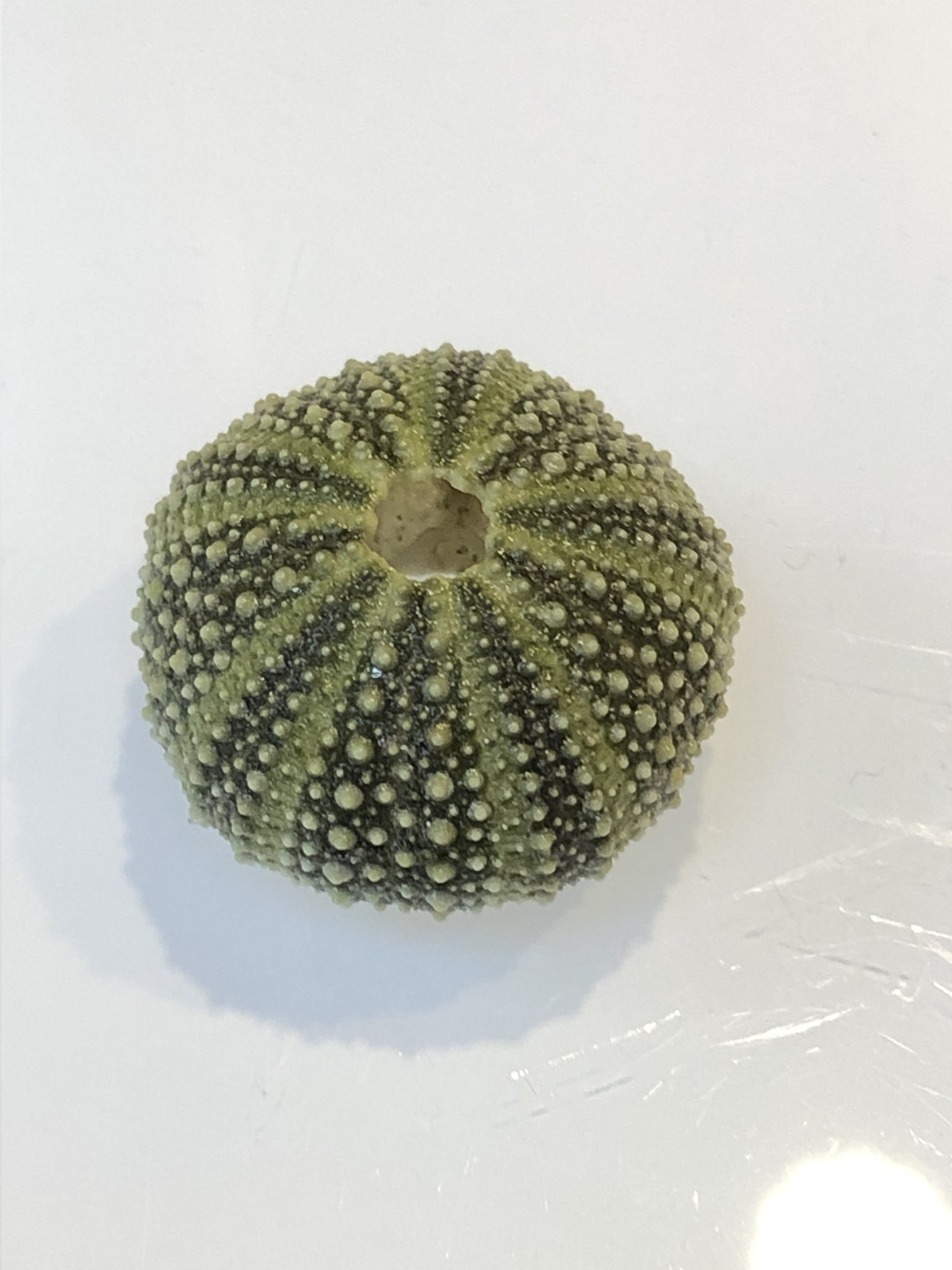
Test dénudé.

C'est un petit oursin régulier (diamètre 6 cm maximum), aplati sur les pôles oral et aboral. La coloration générale est pâle, souvent blanchâtre à verdâtre avec des éléments verts ou roses, et le bout des piquants violet. Les piquants (« radioles ») mesurent 1,5 cm de long au maximum, et sont généralement verdâtre clair avec la pointe violet pâle. Cet oursin possède des pédicellaires en forme de « pince à sucre » (à trois mors) et de longs podia puissants, qui lui permettent de s'accrocher fermement aux substrats difficiles (d'où son surnom d'oursin grimpeur).

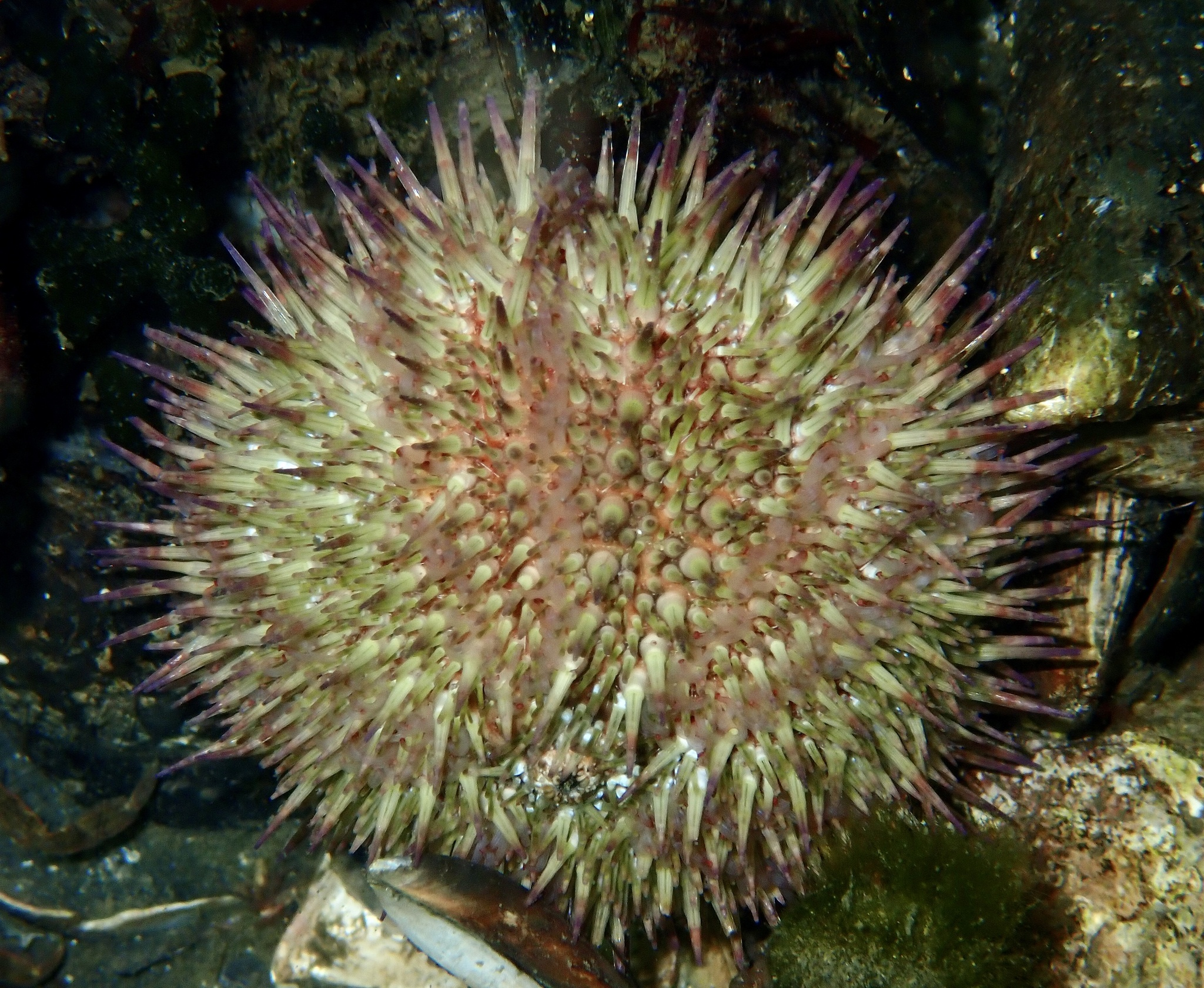
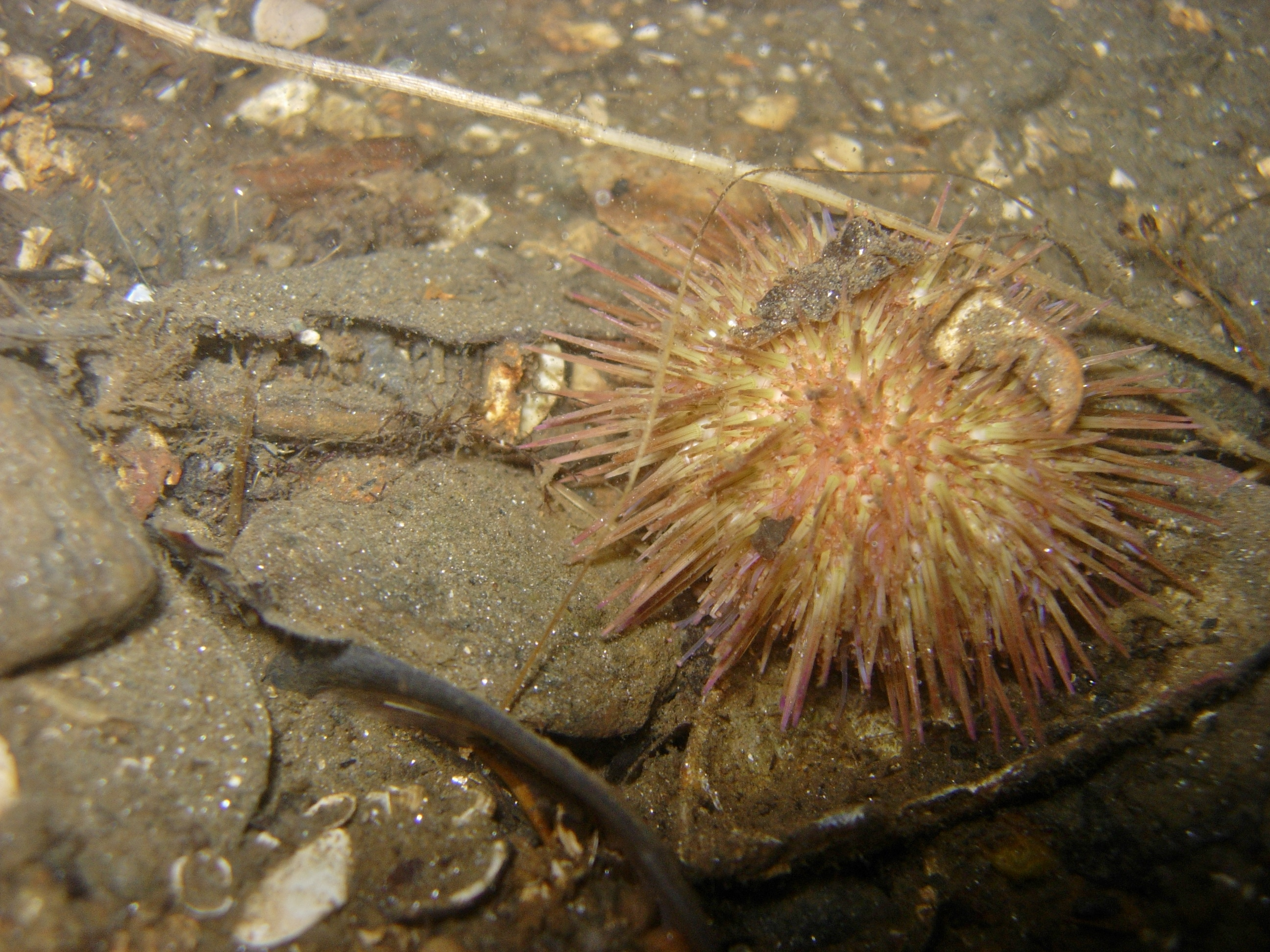
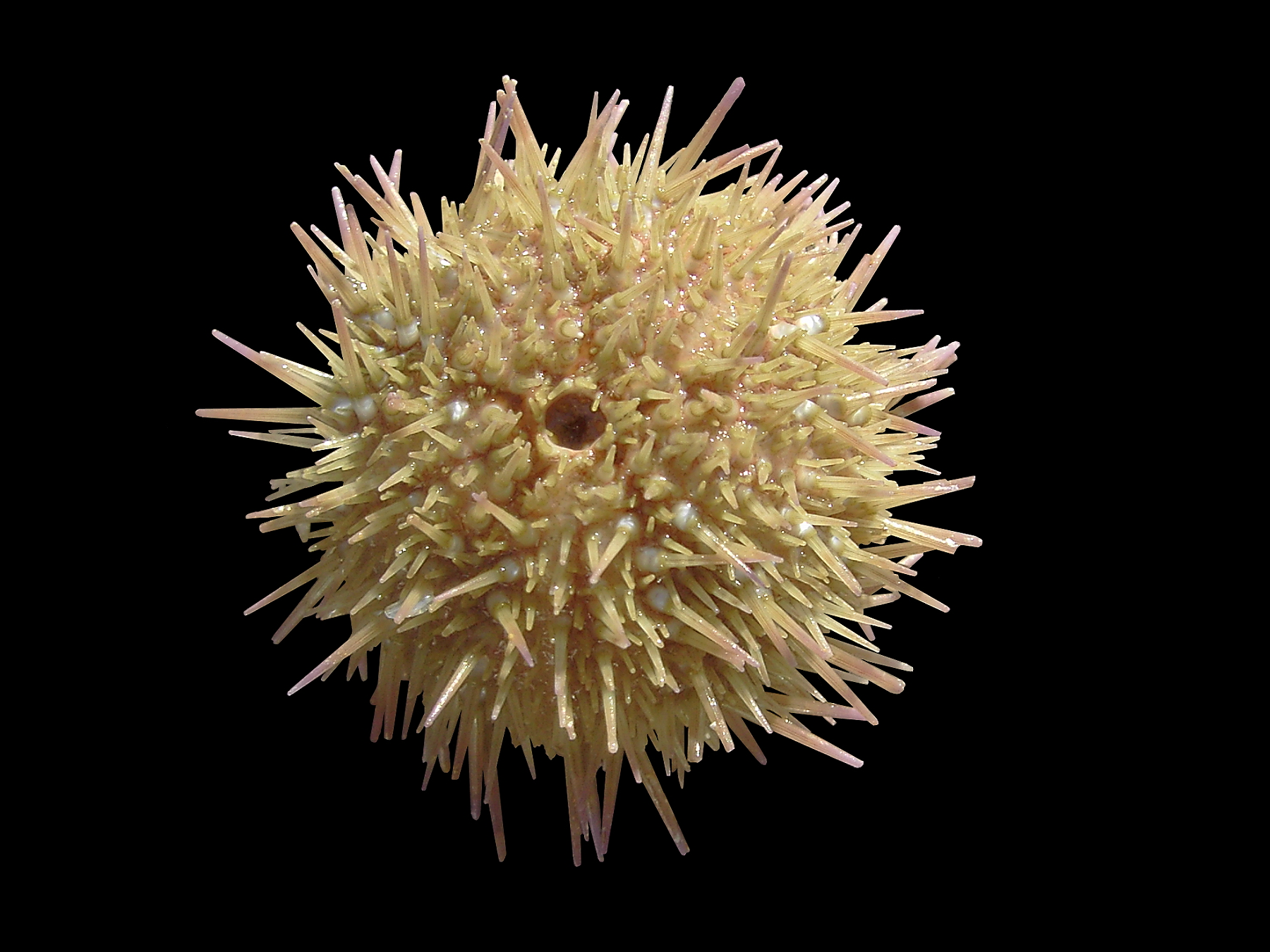
Oursin vert naturalisé
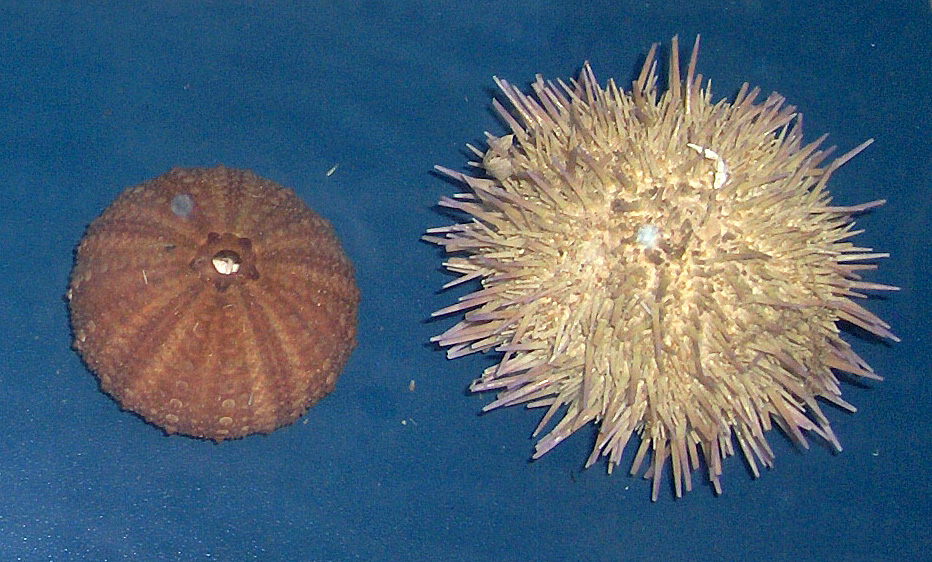
Oursin vert et son test nu.
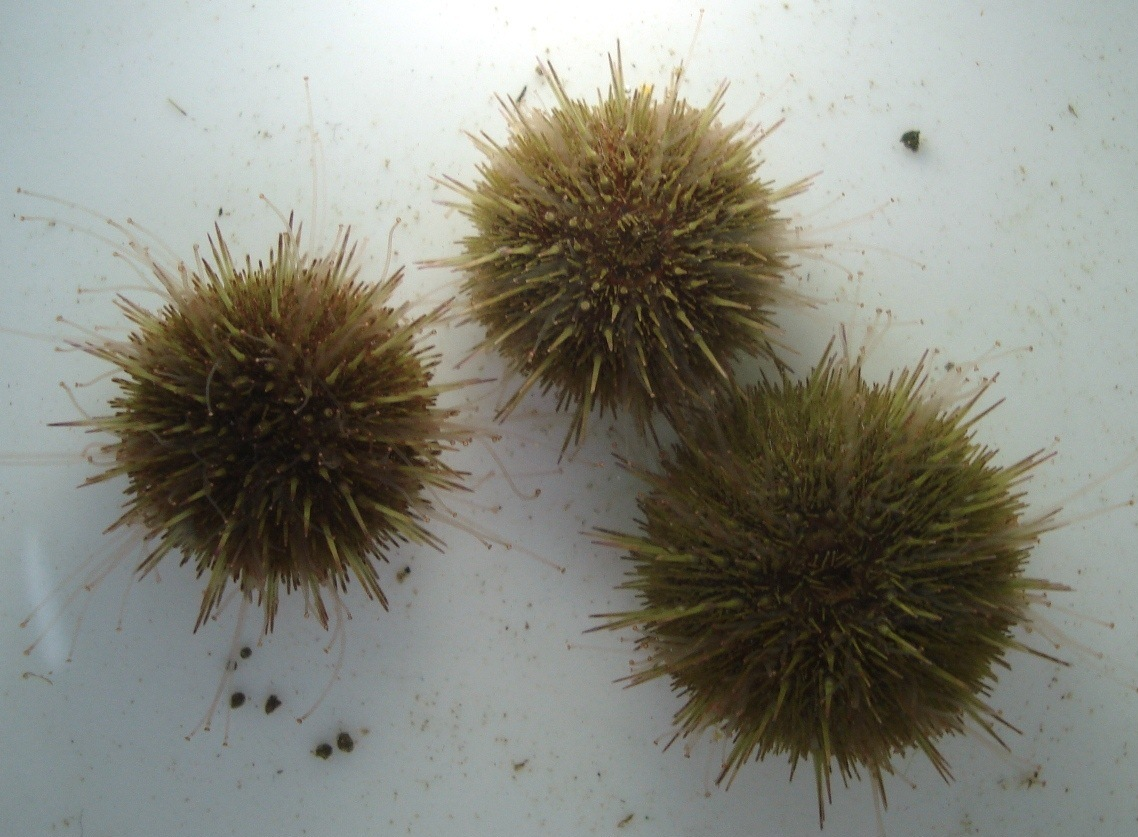
Face aborale.
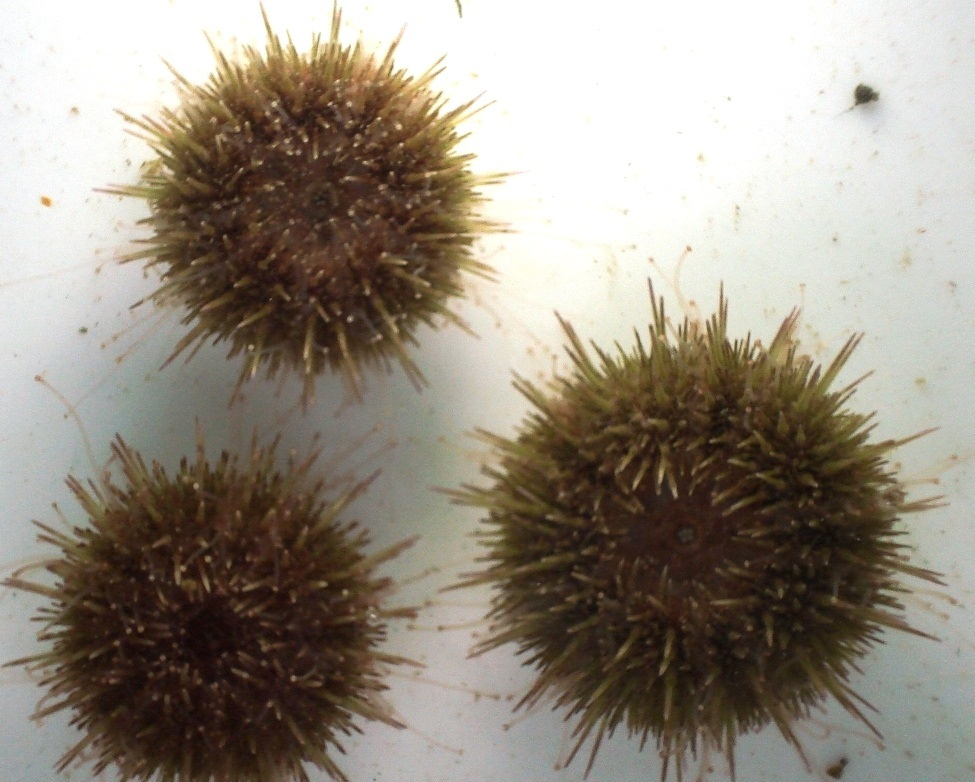
Face orale.

## Habitat et répartition
Cet oursin vit dans l'océan Atlantique, de la Scandinavie au Maroc. En méditerranée, il est remplacé par son proche cousin Psammechinus microtuberculatus (certaines phylogénies n'en font qu'une sous-espèce).
L'oursin vert se rencontre sur les substrats rocheux et les herbiers. C'est une espèce sciaphile, qui vit dissimulée pendant la journée (dans des anfractuosités, des cavités ou sous des objets) ; comme les oursins perforants ou l'oursin violet, il est capable de se creuser des logettes dans les roches tendres. Il n'est pas rare dans les ports. On le trouve de la surface à 100 m de profondeur.

## Écologie et comportement
C'est une espèce omnivore, qui se nourrit aussi bien d'algues que de détritus, de charognes, ou d'invertébrés plus lents que lui.
La reproduction est gonochorique, et mâles et femelles relâchent leurs gamètes en même temps grâce à un signal phéromonal, en pleine eau, où œufs puis larves (« pluteus ») vont évoluer parmi le plancton pendant quelques semaines avant de se fixer.

## L'oursin vert et l'homme

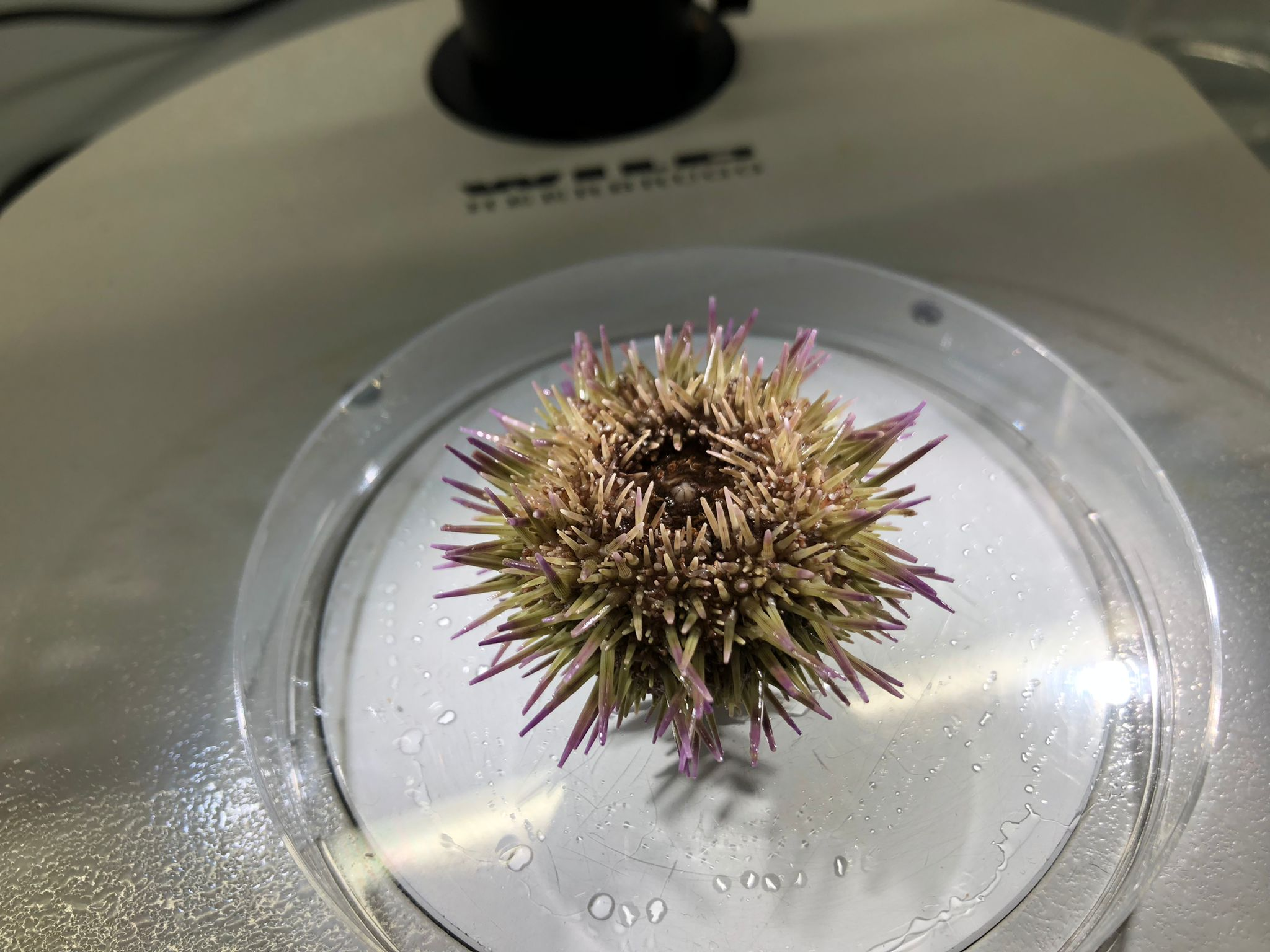
Spécimen examiné en laboratoire.

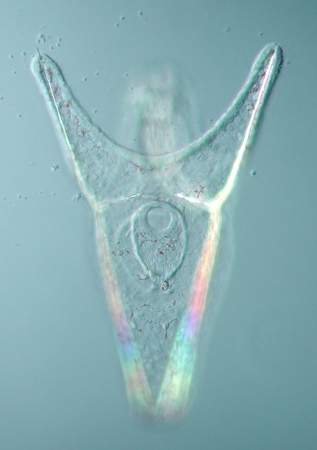
Pluteus de Psammechinus miliaris

Comme la plupart les oursins, l'oursin vert est souvent responsable de vives douleurs quand un baigneur marche dessus par inadvertance : ses épines ont tendance à se casser dans la plaie, ce qui les rend presque impossibles à enlever entièrement. Heureusement, cet oursin est petit et n'est pas venimeux, il ne présente donc pas de grand danger si la plaie est correctement désinfectée : le corps dissoudra les morceaux de silice en quelques semaines.
Très apprécié pour ses qualités gustatives, l'appareil reproducteur de cet oursin (appelé « corail » en raison de sa couleur) est comestible et consommé en « oursinade » sur une partie du bassin méditerranéen. Il est considéré comme le meilleur des oursins comestibles, et peut être élevé artificiellement.

### Origine du nom
Cet oursin est couramment appelé « oursin grimpeur » en raison de ses qualités d'escaladeur, mais on entend parfois aussi « (Petit) oursin vert » ou « oursin des rochers ».
Son nom scientifique vient du grec psammos (sable) et echinos (hérisson, oursin), et du latin miliaris, relatif aux grains de mil, sans doute en référence à ses petits tubercules (d'où le nom de son espèce-sœur Psammechinus microtuberculatus).
Dans les autres langues, il est appelé Green sea-urchin (en), Ericillo de mar verde (es) et Strandigel (de).